# 賈山
賈山（?—?），西汉颍川郡（今河南省禹州市）人。
賈山最早担任颍阴侯灌婴的给事。数次向汉文帝上书，以秦朝的兴亡经验教训作为引喻，阐发治乱之道，劝说汉文帝兴礼义，造太学，虚心纳谏，减少游乐射猎，以修先王之道。他的文章名为《至言》，《汉书》录有全文。还有政论数篇，现在已经佚失。

## 延伸阅读
[在维基数据编辑]
 《漢書/卷051》，出自班固《漢書》